# Bahnstrecke Nässjö–Oskarshamn
| Bahnhof Eksjö | |                                            |                                            |
| Streckennummer: | 65 |                                            |                                            |
| Kursbuchstrecke: | 84 Hultsfred – Oskarshamn 85 Nässjö – Eksjö |                                            |                                            |
| Streckenlänge: | 148 km |                                            |                                            |
| Spurweite: | 1435 mm (Normalspur) |                                            |                                            |
| Streckengeschwindigkeit: | Bandel 831 (Nässjö central) – Eksjö: 120 km/h Nässjö – (Hultsfred): 100 km/h Bandel 832 Hultsfred – Berga: 110 km/h Bandel 833 (Berga) – Oskarshamn: 110 km/h |                                            |                                            |
| | |                                            |                                            |
| \| \| \| von Alvesta \| \| \| \| \| von Vetlanda \| \| \| \| \| von Vaggeryd \| \| \| \| 0 \| Nässjö C \| Nässjö C \| \| \| \| nach Jönköping \| \| \| \| \| nach Mjölby \| \| \| \| 2,5 \| Brinellskolan (seit 1991) \| Brinellskolan (seit 1991) \| \| \| \| Blankefall \| \| \| \| \| Bahnstrecke Ormaryd–Anneberg (600 mm) \| \| \| \| 12 \| Ormaryd (ehem. Bhf.) \| Ormaryd (ehem. Bhf.) \| \| \| \| Brevik \| \| \| \| \| Schmalspurstrecke von Österbymo (bis 1968) \| \| \| \| 21 \| Eksjö \| Eksjö \| \| \| 31 \| Hult \| Hult \| \| \| 41 \| Bruzaholm \| Bruzaholm \| \| \| 45 \| Hjältevad \| Hjältevad \| \| \| 50 \| Ingatorp \| Ingatorp \| \| \| 54 \| Vallnäs \| Vallnäs \| \| \| 61 \| Mariannelund \| Mariannelund \| \| \| 65 \| Emarp \| Emarp \| \| \| 72 \| Lönneberga \| Lönneberga \| \| \| 74 \| Silverdalens centrum \| Silverdalens centrum \| \| \| 75 \| Silverdalens Bruk \| Silverdalens Bruk \| \| \| \| Hulingsryd \| \| \| \| \| von Linköping \| \| \| \| \| Schmalspurstrecke von Västervik \| \| \| \| 83 122 \| Hultsfred \| Hultsfred \| \| \| \| Schmalspurstrecke nach Åseda \| \| \| \| 130 \| Hagelsrum \| Hagelsrum \| \| \| 134 \| Målilla (ehem. Bhf.) \| Målilla (ehem. Bhf.) \| \| \| \| Schmalspurstrecke nach Sävsjö \| \| \| \| 137 \| Rosenfors \| Rosenfors \| \| \| 142 \| Mörlunda \| Mörlunda \| \| \| 148 \| Ryningsnäs \| Ryningsnäs \| \| \| 155 \| Lillsjödal \| Lillsjödal \| \| \| \| von Kalmar \| \| \| \| 159 0 \| Berga \| Berga \| \| \| \| Släthult \| \| \| \| 7 \| Bohult \| Bohult \| \| \| 12 \| Möckhult \| Möckhult \| \| \| 20 \| Forshult \| Forshult \| \| \| \| Schmalspurstrecke von Ruda(bis 1966) \| \| \| \| 28 \| Oskarshamn \| Oskarshamn \| \| \| \| \| \| \| Quellen: [2] \| \| \| \| | |                                            |                                            |
| Strecke | | von Alvesta                                | von Alvesta                                |
| Abzweig geradeaus und von rechts | | von Vetlanda                               | von Vetlanda                               |
| Abzweig geradeaus und von links | | von Vaggeryd                               | von Vaggeryd                               |
| Bahnhof | 0 | Nässjö C                                   | Nässjö C                                   |
| Abzweig geradeaus und nach links | | nach Jönköping                             | nach Jönköping                             |
| Abzweig geradeaus und nach links | | nach Mjölby                                | nach Mjölby                                |
| Haltepunkt / Haltestelle | 2,5 | Brinellskolan (seit 1991)                  | Brinellskolan (seit 1991)                  |
| ehemaliger Bahnhof | | Blankefall                                 | Blankefall                                 |
| Strecke · Strecke von links (außer Betrieb) | | Bahnstrecke Ormaryd–Anneberg (600 mm)      | Bahnstrecke Ormaryd–Anneberg (600 mm)      |
| Haltepunkt / Haltestelle · Kopfbahnhof Streckenende (Strecke außer Betrieb) | 12 | Ormaryd (ehem. Bhf.)                       | Ormaryd (ehem. Bhf.)                       |
| ehemaliger Bahnhof | | Brevik                                     | Brevik                                     |
| Abzweig geradeaus und ehemals von links | | Schmalspurstrecke von Österbymo (bis 1968) | Schmalspurstrecke von Österbymo (bis 1968) |
| Bahnhof | 21 | Eksjö                                      | Eksjö                                      |
| ehemaliger Haltepunkt / Haltestelle | 31 | Hult                                       | Hult                                       |
| ehemaliger Bahnhof | 41 | Bruzaholm                                  | Bruzaholm                                  |
| ehemaliger Bahnhof | 45 | Hjältevad                                  | Hjältevad                                  |
| ehemaliger Bahnhof | 50 | Ingatorp                                   | Ingatorp                                   |
| ehemaliger Bahnhof | 54 | Vallnäs                                    | Vallnäs                                    |
| ehemaliger Bahnhof | 61 | Mariannelund                               | Mariannelund                               |
| ehemaliger Bahnhof | 65 | Emarp                                      | Emarp                                      |
| ehemaliger Bahnhof | 72 | Lönneberga                                 | Lönneberga                                 |
| ehemaliger Bahnhof | 74 | Silverdalens centrum                       | Silverdalens centrum                       |
| ehemalige Blockstelle | 75 | Silverdalens Bruk                          | Silverdalens Bruk                          |
| ehemalige Blockstelle | | Hulingsryd                                 | Hulingsryd                                 |
| Abzweig geradeaus und von links | | von Linköping                              | von Linköping                              |
| Abzweig geradeaus und von links | | Schmalspurstrecke von Västervik            | Schmalspurstrecke von Västervik            |
| Bahnhof | 83 122 | Hultsfred                                  | Hultsfred                                  |
| Abzweig geradeaus und nach rechts | | Schmalspurstrecke nach Åseda               | Schmalspurstrecke nach Åseda               |
| ehemaliger Haltepunkt / Haltestelle | 130 | Hagelsrum                                  | Hagelsrum                                  |
| Blockstelle | 134 | Målilla (ehem. Bhf.)                       | Målilla (ehem. Bhf.)                       |
| Abzweig geradeaus und ehemals nach rechts | | Schmalspurstrecke nach Sävsjö              | Schmalspurstrecke nach Sävsjö              |
| ehemaliger Bahnhof | 137 | Rosenfors                                  | Rosenfors                                  |
| Bahnhof | 142 | Mörlunda                                   | Mörlunda                                   |
| ehemaliger Bahnhof | 148 | Ryningsnäs                                 | Ryningsnäs                                 |
| ehemaliger Bahnhof | 155 | Lillsjödal                                 | Lillsjödal                                 |
| Abzweig geradeaus und von rechts | | von Kalmar                                 | von Kalmar                                 |
| Bahnhof | 159 0 | Berga                                      | Berga                                      |
| ehemalige Blockstelle | | Släthult                                   | Släthult                                   |
| ehemaliger Bahnhof | 7 | Bohult                                     | Bohult                                     |
| ehemaliger Bahnhof | 12 | Möckhult                                   | Möckhult                                   |
| ehemaliger Bahnhof | 20 | Forshult                                   | Forshult                                   |
| Abzweig geradeaus und ehemals von rechts | | Schmalspurstrecke von Ruda(bis 1966)       | Schmalspurstrecke von Ruda(bis 1966)       |
| Kopfbahnhof Streckenende | 28 | Oskarshamn                                 | Oskarshamn                                 |
| | |                                            |                                            |
| Quellen: | |                                            |                                            |

Die Bahnstrecke Nässjö–Oskarshamn ist eine 148 Kilometer lange Eisenbahnstrecke in Schweden. Sie wurde von der privaten Gesellschaft Nässjö-Oskarshamns Järnväg (NOJ) erbaut. Der Teilabschnitt zwischen Nässjö und Hultsfred wird auch Bockabanan genannt.

## Geschichte
1869 erhielt die Bahngesellschaft Nässjö-Oskarshamns Järnväg die Konzession für den Bau der Strecke. Der Abschnitt zwischen Berga und Oskarshamn wurde 1871 in Betrieb genommen. Es folgte 1872 bis 1873 der Streckenteil Nässjö–Eksjö, die Gesamtstrecke wurde 1874 befahren.

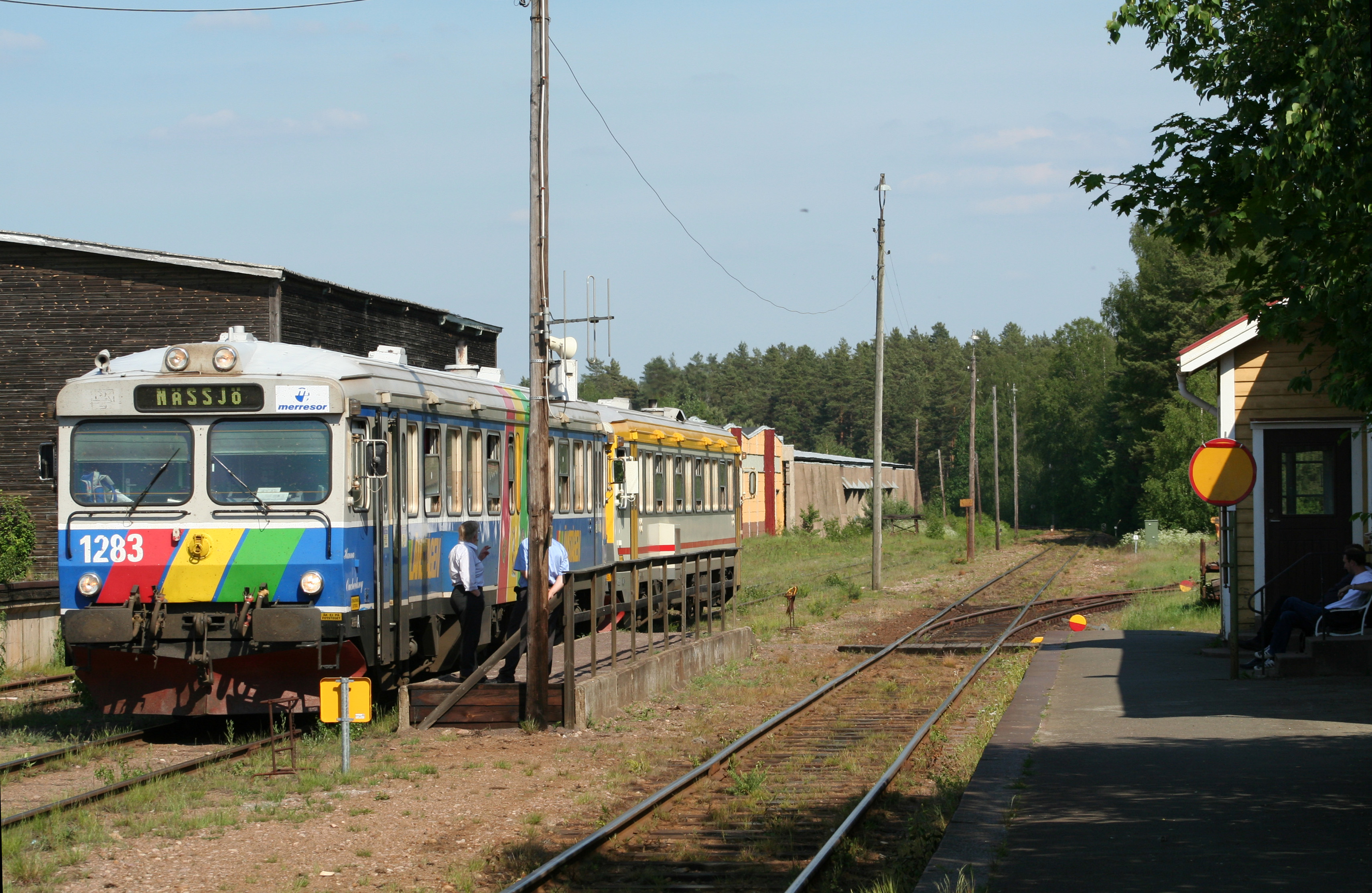
Im Bahnhof Hjältevad

Bereits zu NOJ-Zeiten wurden Kombitickets Bahn/Schiff nach Borgholm auf Öland verkauft. 1946 wurde die Strecke im Rahmen der Allgemeinen Eisenbahnverstaatlichung in Schweden verstaatlicht und in das Netz der SJ eingebunden. In dieser Zeit fuhr der Triebwagenzug „Gotländer“ die Gesamtstrecke von Nässjö bis zum Kai nach Oskarshamn, so dass leicht zur Gotland-Fähre umgestiegen werden konnte.
Der Personenverkehr wurde hauptsächlich mit Schienenbussen und Triebwagen durchgeführt. Die SJ setzte bereits 1946 durchgehende Schnelltriebwagen auf der Strecke Halmstad–Nässjö–Oskarshamn ein. Diese waren für die Halmstad-Nässjö Järnvägar bestellt worden, die gleichzeitig mit der NOJ verstaatlicht wurde. In den 1950er-Jahren übernahmen die Triebwagen des Typs Y6 und in den 1980er Jahren die Fiat-Triebwagen Y1 den Personenverkehr. Im Güterverkehr wurde vor allem im Zweiten Weltkrieg die Garnisonsstadt Eksjö bedient. Nach der Übernahme der Strecke durch die SJ wurden Güterzüge noch einige Zeit mit Dampfloks befördert. Diese wurden aber in den frühen 1960er Jahren von Diesellokomotiven T43 ersetzt. Den geringen Güterverkehr zwischen Berga und Oskarshamn bedient Green Cargo mit Dieselloks vom Typ T44 von Hultsfred aus.
1990 wurde die Strecke Teil des Småländska järnvägsnät, Verkehrsunternehmen in Jönköping und Kalmar übernahmen gemeinsam den Personenverkehr. Die Triebwagen stellte vier Jahre die Gesellschaft BK Tåg. 1994 veränderte sich der Fahrgastverkehr auf der Strecke erneut. Von Banverket wurde die 148 Kilometer lange Strecke entsprechend den neuen Verkehrsverhältnissen in die Abschnitte Nässjö–Hultsfred (Bockabanan), Hultsfred–Berga (Stångådalsbanan) sowie Berga–Oskarshamn aufgeteilt. Die meisten Züge aus Nässjö fuhren nach Hultsfred, während Oskarshamn durch direkte Züge aus Linköping angebunden wurde. 1997 wurde der Betrieb auf der neuen Stångådalsbanan aufgenommen. Dadurch wurde der Zugbetrieb auf der alten Linienführung weiter verschlechtert, es musste meist in Hultsfred und Berga umgestiegen werden, um von Nässjö nach Oskarshamn zu gelangen. Zumeist bestanden ab Berga Busverbindungen nach Oskarshamn. Im April 2005 ging BK Tåg in Konkurs – die Strecke nach Oskarshamn wurde komplett auf Omnibusbetrieb umgestellt, der von Kalmar Läns Trafik AB bedient wird.
2011 wurde der Zugverkehr wieder aufgenommen, aber im Abschnitt Eksjö–Hultsfred 2014 erneut eingestellt. Im Juni 2019 wurde auch der Personenverkehr zwischen Berga und Oskarshamn eingestellt, nachdem zuvor zahlreiche Zugverbindungen wegen Fahrzeugmangel durch Busse ersetzt worden waren.

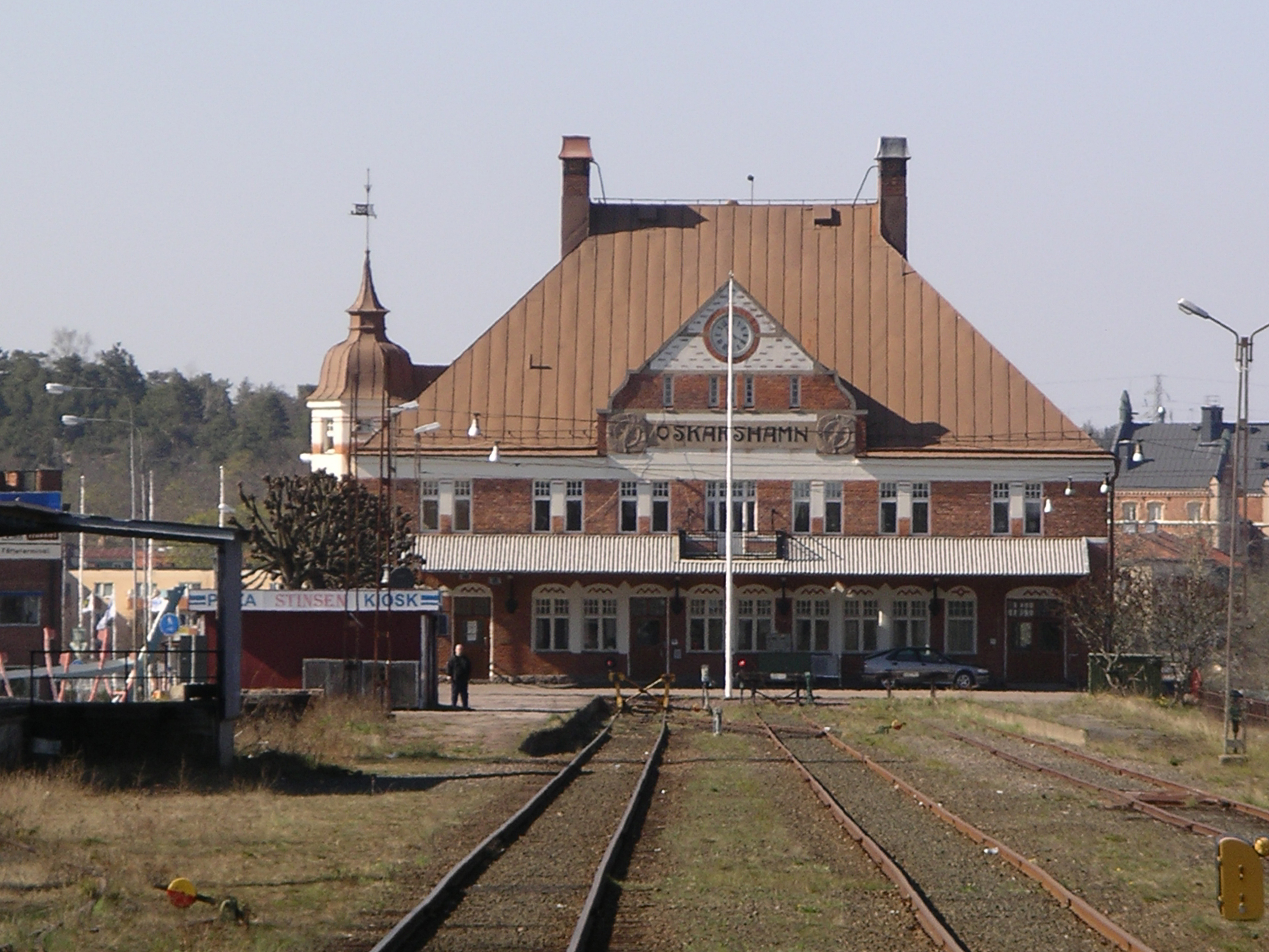
Bahnhof Oskarshamn 2009

## Bockabanan
Auf der Strecke wurden Fairlieloks eingesetzt. Möglicherweise stammt der Name Bockabanan von diesen Lokomotiven, denn sie wurden bei der NOJ bockar genannt. Insgesamt neun solcher Lokomotiven wurden während der ersten Betriebsjahre gekauft. 1902 explodierte der Kessel der ältesten Lokomotive  HULTENHEIM im Lokschuppen in Eksjö.

## Bahnhöfe
Der heute noch vorhandene Bahnhof in Oskarshamn wurde 1906 errichtet, Eksjö verfügt über ein Bahnhofsgebäude im klassizistischen Stil aus dem Jahre 1897.